# Monarhije u Europi
Monarhija je bila prevladavajući oblik vlasti u europskoj povijesti. Jedina bitna konkurencija su joj bile komunalne države poput pomorskih republika ili Švicarske Konfederacije.

## Trenutne monarhije
Trenutno u Europi ima 12 monarhija. Jedanaest je ustavnih monarhija i jedna (Vatikan) je apsolutistička monarhija.

### Tablica monarhija u Europi
| Država                                                   | Tip       | Naslijeđivanje | Dinastija                     | Dinastija                     | Titula         | Monarh | Monarh                   |
| Država                                                   | Tip       | Naslijeđivanje | stvarna                       | službena                      | Titula         | Monarh | Monarh                   |
| -------------------------------------------------------- | --------- | -------------- | ----------------------------- | ----------------------------- | -------------- | ------ | ------------------------ |
| Andora                                                   | ustavna   | iz ureda       | biskup Urgella                | biskup Urgella                | suknez         |        | Joan Enric Vives Sicília |
| Andora                                                   | ustavna   | iz ureda       | francuski predsjednik         | francuski predsjednik         | suknez         |        | Emmanuel Macron          |
| Belgija                                                  | ustavna   | nasljedna      | Wettin (dinastija)            | Wettin (dinastija)            | kralj          |        | Filip                    |
| Belgija                                                  | ustavna   | nasljedna      | Sachsen-Coburg-Gotha (linija) |                               | kralj          |        | Filip                    |
| Belgija                                                  | ustavna   | nasljedna      | belgijska (podlinija)         |                               | kralj          |        | Filip                    |
| Danska                                                   | ustavna   | nasljedna      | Monpezat                      | Oldenburg (dinastija)         | kralj          |        | Frederik X.              |
| Danska                                                   | ustavna   | nasljedna      | Monpezat                      | Glücksburg (linija)           | kralj          |        | Frederik X.              |
| Lihtenštajn                                              | ustavna   | nasljedna      | Lihtenštajn                   | Lihtenštajn                   | knez           |        | Hans-Adam II.            |
| Veliko Vojvodstvo Luksemburg                             | ustavna   | nasljedna      | Capet (dinastija)             | Nassau (dinastija)            | veliki vojvoda |        | Henri                    |
| Veliko Vojvodstvo Luksemburg                             | ustavna   | nasljedna      | Bourbon (linija)              | Nassau-Weilburg (linija)      | veliki vojvoda |        | Henri                    |
| Veliko Vojvodstvo Luksemburg                             | ustavna   | nasljedna      | Bourbon-Parma (podlinija)     | Nassau-Weilburg (linija)      | veliki vojvoda |        | Henri                    |
| Kneževina Monako                                         | ustavna   | nasljedna      | Grimaldi                      | Grimaldi                      | knez           |        | Albert II.               |
| Kraljevina Nizozemska                                    | ustavna   | nasljedna      | Amsberg                       | Nassau (dinastija)            | kralj          |        | Willem-Alexander         |
| Kraljevina Nizozemska                                    | ustavna   | nasljedna      | Amsberg                       | Orange-Nassau (linija)        | kralj          |        | Willem-Alexander         |
| Kraljevina Norveška                                      | ustavna   | nasljedna      | Oldenburg (dinastija)         | Oldenburg (dinastija)         | kralj          |        | Harald V.                |
| Kraljevina Norveška                                      | ustavna   | nasljedna      | Glücksburg (linija)           |                               | kralj          |        | Harald V.                |
| Kraljevina Španjolska                                    | ustavna   | nasljedna      | Capet (dinastija)             | Capet (dinastija)             | kralj          |        | Filip VI.                |
| Kraljevina Španjolska                                    | ustavna   | nasljedna      | Bourbon (linija)              |                               | kralj          |        | Filip VI.                |
| Kraljevina Španjolska                                    | ustavna   | nasljedna      | španjolska (podlinija)        |                               | kralj          |        | Filip VI.                |
| Kraljevina Švedska                                       | ustavna   | nasljedna      | Bernadotte                    | Bernadotte                    | kralj          |        | Karlo XVI. Gustav        |
| Ujedinjeno Kraljevstvo Velike Britanije i Sjeverne Irske | ustavna   | nasljedna      | Oldenburg (dinastija)         | Wettin (dinastija)            | kralj          |        | Charles III.             |
| Ujedinjeno Kraljevstvo Velike Britanije i Sjeverne Irske | ustavna   | nasljedna      | Glücksburg (linija)           | Sachsen-Coburg-Gotha (linija) | kralj          |        | Charles III.             |
| Ujedinjeno Kraljevstvo Velike Britanije i Sjeverne Irske | ustavna   | nasljedna      | Glücksburg (linija)           | Windsor (podlinija)           | kralj          |        | Charles III.             |
| Vatikan                                                  | apsolutna | izborna        | Nije primjenjivo              | Nije primjenjivo              | papa           |        | Lav XIV.                 |